# Carlo Becchi
Carlo Maria Becchi (en italien : [ˈkarlo ˈbekki] ; né le 20 octobre 1939) est un physicien théoricien italien.

## Biographie
Becchi étudie à l'Université de Gênes, où il obtient son diplôme universitaire en physique en 1962. En 1976, il devient professeur titulaire de physique théorique à l'Université de Gênes. Deux fois (d'abord en 1983), il y est président de la faculté de physique. De 1997 à 2003, il est président du comité théorique de l'Istituto Nazionale di Fisica Nucleare (INFN).
Becchi commence par des recherches sur l'effet photoélectrique en physique nucléaire (sujet de sa thèse). Dans les années 1960, il travaille sur les Quarks et les symétries unitaires associées. Depuis 1971, il travaille sur la théorie de la renormalisation. Becchi s'est fait connaître pour son développement vers 1975 avec Raymond Stora et Alain Rouet du formalisme BRST qui est une méthode de quantification de systèmes avec des conditions secondaires comme la théorie de jauge. En 2009, en reconnaissance du formalisme BRST, il reçoit le Prix Dannie-Heineman de physique mathématique avec Stora, Rouet et Igor Tyutin. Depuis 1991, il est rédacteur en chef de la revue Nuclear Physics B.